# Antalaha (Stadt)
Antalaha ist eine Stadt an der Nordostküste von Madagaskar, gelegen nördlich der Halbinsel Masoala. Der Name der Stadt bedeutet Ort, wo es viel Wasser gibt.

## Geographie und Verkehr

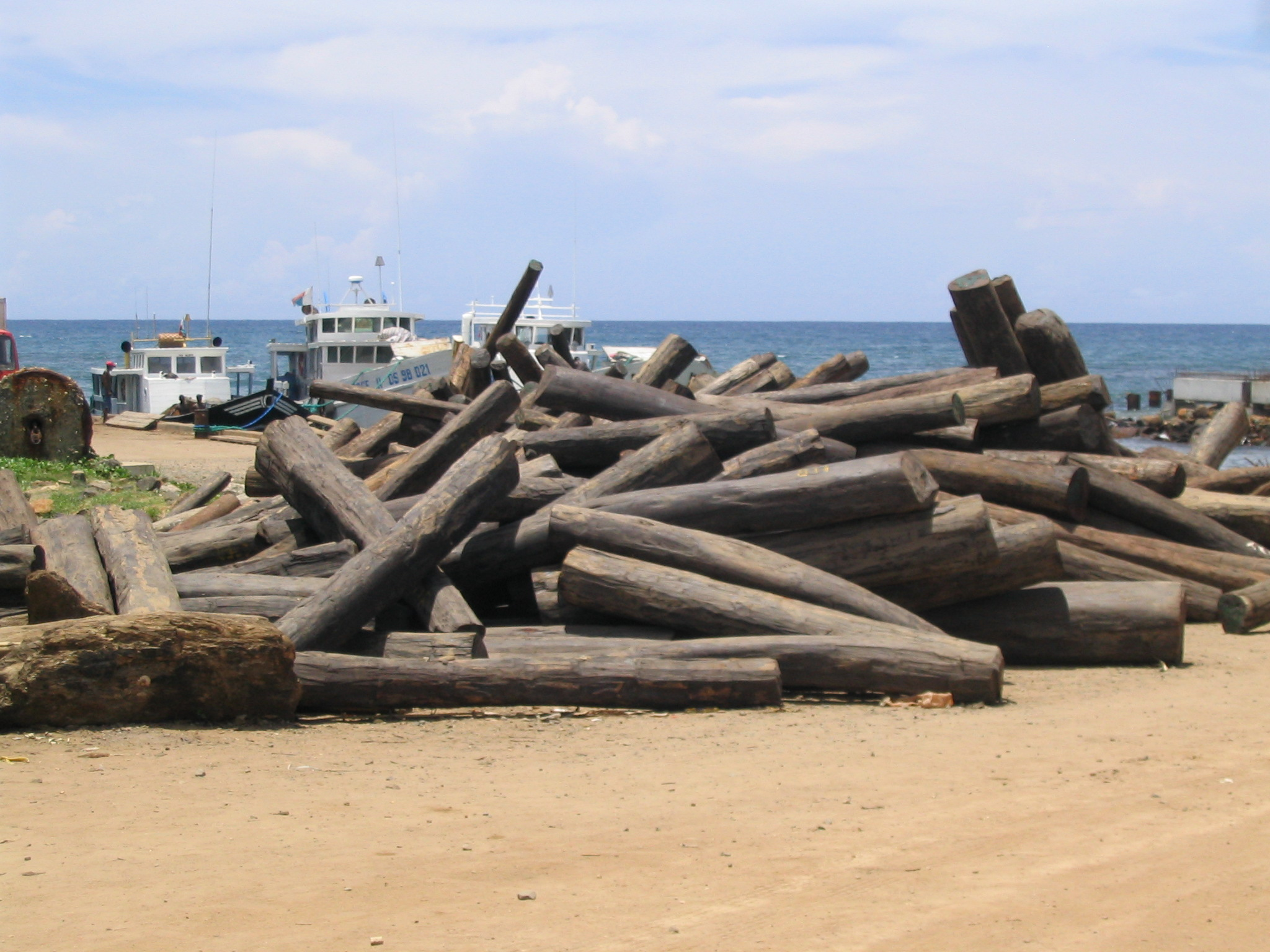
Antalaha galt jahrelang als illegaler Umschlagsplatz und Verschiffungsort für Rosenholz

Antalaha ist 1 449 km von der Hauptstadt und 537 km von der ehemaligen Provinzhauptstadt Antsiranana (Diego) entfernt. Die höchste Erhebung im Stadtgebiet liegt 88 m über dem Meeresspiegel. Die Stadt hat einen kleinen Hafen mit einem 17,1 bis 18,2 m tiefen Hafenbecken. Antalaha gilt als großer Umschlagplatz für Rosenholz aus den Wäldern der Masoala-Halbinsel an der Nordostküste Madagaskars und ist Zentrum des traditionellen Schiffbaus.
Zu dem 15 km südlich der Stadt gelegenen Flughafen Antsirabato (IATA-Code: ANM, ICAO-Code: FMNH) führt die Route nationale 53. Von dort aus gibt es Verbindungen unter anderem nach Antananarivo und Toamasina. Auf dem Landweg ist der Ort schwieriger erreichbar. Zwar ist die RN 5a bis Vohemar asphaltiert, doch die Verbindung von Vohemar nach Ambilobe ist unbefestigt und in der Regenzeit nur schwer passierbar.

## Geschichte
Der Ort in der Region Sava wird als Welthauptstadt der Vanille bezeichnet. Das Liliengewächs wurde 1905 von La Réunion eingeführt und bewirkte einen gewaltigen Aufschwung der Region. Die Einwohnerzahl wuchs von 17.541 (1975) über 23.949 (1993) auf heute rund 35.000 Personen an. Die Bewohner gehören zu den Volksgruppen der Betsimisaraka, Sakalava und Tsimihety. Ebenfalls werden auf Plantagen Gewürznelken, Kaffee, Kakao, Pfeffer, Zimt und Litschi angepflanzt.

## Klima
Das Klima ist tropisch und feucht. Am meisten regnet es von Januar bis März. Dann ist es außerdem recht heiß. September und Oktober sind die angenehmsten Reisemonate mit wenig Regen und Temperaturen von 21–23 °C.
Tropische Wirbelstürme ziehen fast jedes Jahr durch den Nordosten Madagaskars. Antalaha wurde im Jahr 2000 erheblich verwüstet. Mitte März 2007 (von Indlala) und Anfang April 2007 (von Jaya) wurde die Stadt erneut von Zyklonen heimgesucht. Hierbei gab es mindestens 90 Tote und Antalaha wurde zu 90 % zerstört.